# Rodrigo Lombardi
Rodrigo Maranguape Lombardi (ur. 15 października 1976 w São Paulo, w stanie São Paulo, Brazylii) – brazylijski aktor telewizyjny, teatralny i filmowy.

## Filmografia

### telenowele
- 1998: Moje słodkie trzy pomarańcze (Meu Pé de Laranja Lima) jako Henrique
- 2001: Marisol jako Francisco Soares
- 2004: Metamorfozy (Metamorphoses) jako Fábio Fraga
- 2005: Bang Bang jako Constantino Zoltar
- 2006: Pé na Jaca jako Tadeu Lancelloti
- 2007: Zakazane (Desejo Proibido) jako Ciro Feijó
- 2008: Wojna i pokój, Manos i włóknisty (Guerra e Paz, Manos e Brous) jako Marco Antonio Guerra
- 2008: Casos e Acasos, O Carro, o E-mail e o Rapper jako Inácio
- 2009: Droga do Indii (Caminho das Índias) jako Raj Ananda
- 2010: Pasje (Passione) jako Mauro Santarém